# Эвриноя
Эвриноя (др.-греч. Εὐρυνόη, IV век до н. э.) — дочь македонского царя царя Аминты III, вероятная супруга Птолемея Алорита.

## Биография
Отцом Эвринои был Аминта III, а матерью — Эвридика I.
Мужем Эвринои стал, по всей видимости, Птолемей Алорит, вступивший с её матерью в любовную связь. Согласно Юстину, Эвридика приняла активное участие в заговоре против своего супруга. Между любовниками была достигнута договоренность, что после убийства Аминты престол перейдет к его зятю, который женится на Эвридике. Однако Эвриноя, узнав о готовящемся покушении, обо всём сообщила отцу. Некоторые современные историки, например, У. Гринуолт, К. Мортенсен критически отнеслись к этому рассказу, не встречающемуся ни у одного другого древнего автора. Исследователи предположили, что распространение подобных слухов могло быть выгодно детям Аминты от другого брака — с Гигеей. В случае же их подлинности право сыновей Эвридики на царский трон было бы весьма оспоримо. В передаче Юстина царь простил свою жену из-за общих детей. По замечанию Киляшовой К. А., Аминта мог не желать разрыва с Иллирией, с которой неоднократно «вёл тяжкие войны».
Впоследствии, после смерти Аминты, умершего от старости, Птолемей стал мужем Эвридики. По мнению Э. Кэрни, к этому времени Эвриноя уже умерла и, скорее всего, от естественных причин. Отправленный в качестве заложника в Фивы сын Птолемея Филоксен мог быть рождён в браке с Эвриноей.